# Port Dickinson
Port Dickinson – wieś w Stanach Zjednoczonych, w stanie Nowy Jork, w hrabstwie Broome.